# Litauisches Polnisch
Das litauische Polnisch (poln.: polszczyzna litewska) ist ein ostpolnischer Dialekt, der hauptsächlich in der Umgebung der litauischen Hauptstadt Vilnius von den Angehörigen der polnischen Minderheit in Litauen gesprochen wird. Die polnische Minderheit macht heute über 210.000 Menschen aus und stellt in einigen litauischen Regionen die Bevölkerungsmehrheit. Dem Dialekt liegt belarussisches, russisches und litauisches Substrat zugrunde. 
Die meisten Sprecher bestehen auf ihren spezifischen Dialekt, um ihre Zugehörigkeit zur litauischen Polonia zu betonen. Allerdings ist zu beobachten, dass höher gebildete Sprecher sich immer mehr des normierten Polnisch bedienen. Unter der Jugend wird ebenfalls der Dialekt gebraucht, anders als in formelleren Situationen, wie zum Beispiel beim Polnisch-Unterricht in der Schule, in der Universität oder bei einem Familientreffen mit Verwandten aus Polen.
Im litauisch-polnischen Slang ist eine besonders große Auswahl an verschiedenen Wörtern für nur eine einzige Sache auffällig. Zum Beispiel zur Begrüßung (cześć, priwiet, zdarow, łabas, salut, hej, ku-ku, ahoj), bei der Verabschiedung (paka, cześć, pa, bywaj, iki, adiu, atia, trzymaj się), oder für das Wort „Schule“ (buda, szula, chata, więzienie, zona, saraj, dziura, skul). Dieser Slang hat eine nicht unerhebliche Anzahl an Lehnwörtern, die meist aus dem Russischen, aber auch aus dem Litauischen, Belarussischen, Italienischen, Französischen, Deutschen und Englischen entliehen werden. 

## Eigenschaften
Charakteristische Eigenschaften der Mundart sind:
- e > i/y, z. B. kobita, pirog, srybro;
- Schwund oder Zerlegung von Nasalen, z. B. piechoto, myślo; chcem, z naukom;
- unbetontes o wird zu a, z. B. skawronek, pieczywa (vgl. Standard-Poln. skowronek, „Lerche“ bzw. pieczywo, „Gebäck“);
- weiches ľ in allen Positionen, z. B. ľas, ľato;
- ch ist weich, z. B. chitry, chiba, marchiew;
- entpalatarisiertes ń, z. B. Minsk, łacinski, słonce;
- häufiges Suffix -uk, z. B. dzieciuk;
- Pronomina każden, któren;
- Akkusativ weiblicher Substantive und Adjektive gleicht dem Nominativ, z. B. rura w rura, każden jeden człowiek ma swoja dola;
- Umschreibung von mieć (haben) als u + być (bei ... ist, nach (weiß-)russischem Muster), z. B. u niej jest ...;
- w statt do bei Richtungsangaben, z. B. włożyć w kieszeń;
- aktives Perfektpartizip (auch von durativen Verben, z. B. bywszy, jadszy, miawszy, czytawszy, wiedziawszy) in attributiver sowie prädikativer Stellung, z. B. spleśniawszy bochenek, a gdzie ona poszedszy;
- Vergangenheitsformen vom Typ ja milczał, my czekali, już mnie gadano.